# غابرييل فور
غابرييل فور (بالفرنسية: Gabriel Faure)‏ (15 مايو 1877 في فرنسا - 5 أغسطس 1962)؛ قانوني، شاعر وروائي فرنسي.